# Yangqianhe (sockenhuvudort i Kina, Shanxi Sheng, lat 40,10, long 112,31)
Yangqianhe (kinesiska: 杨千河) är en sockenhuvudort i Kina. Den ligger i provinsen Shanxi, i den norra delen av landet, omkring 250 kilometer norr om provinshuvudstaden Taiyuan. Antalet invånare är 2 925. Befolkningen består av 1 409 kvinnor och 1 516 män. Barn under 15 år utgör 15,0 %, vuxna 15-64 år 72 %, och äldre över 65 år 11,0 %.
Runt Yangqianhe är det ganska tätbefolkat, med 67 invånare per kvadratkilometer. Närmaste större samhälle är Youwei, 7,7 km nordost om Yangqianhe. Trakten runt Yangqianhe består i huvudsak av gräsmarker.
Genomsnittlig årsnederbörd är 627 millimeter. Den regnigaste månaden är juli, med i genomsnitt 197 mm nederbörd, och den torraste är januari, med 3 mm nederbörd.